# Henonia scoparia
Henonia scoparia är en amarantväxtart som beskrevs av Horace Bénédict Alfred Moquin-Tandon. Henonia scoparia ingår i släktet Henonia och familjen amarantväxter. Inga underarter finns listade i Catalogue of Life.